# Бассари
Бассари — одна из африканских этнических общностей. Входят в группу родственных народов тенда. Выделяют две основные группы народа бассари — каселе и тоботе.

## Расселение
Ареал расселения — Гамбия, Гвинея, Сенегал, Гвинея-Бисау.
Область народа бассари расположена в северной части Того: около 360 км от побережья Западной Африки. Всего на 9°С к северу от экватора. Климат тропический, характеризуется сезоном дождей(апрель-октябрь), а затем наступает сухой сезон. 

## Численность
На конец XX века численность народа оценивалась в 40 тысяч человек.

## Язык
Язык народа бассари — гур, принадлежит к нигеро-кардофанской языковой семье. Выделяют два диалекта языка гур — каселе и тоботе.

## Религия
Главным образом, бассари исповедуют традиционные религии. В основе традиционных верований бассари лежат культы предков и сил природы. Особое место в религиозных представлениях народа занимает культ духа молнии Ута. Бассари практикуют магию и ведовство, значительную роль в традиционных верованиях играют талисманы и обереги. Распространены также ислам (суннизм) и христианство (католицизм).
Бассари отделены от остальной части Сенегала или географически, или посредством уровня инфраструктуры. В большинстве своём они язычники,с христианским меньшинством, в то время как остальная часть Сенегала сосотавляет более 80% мусульман.

## Ремесло
Традиционным ремеслом народа бассари считается кузнечное дело, продукты которого в XVI—XIX вв. были основным предметом экспорта в соседние страны. На сегодняшний день кузнечное дело распространено не так широко, основными ремеслами бассари являются гончарное дело и резьба по дереву или слоновой кости.

## Хозяйство и традиционная пища
Тропическое ручное земледелие и скотоводство являются основой хозяйственно-экономической жизни бассари. Среди главных сельскохозяйственных культур бассари выделяют ямс, просо, сорго, кукурузу, фонио, бобовые и овощи.
Традиционная пища бассари, главным образом, растительная и мясная. В рацион входят каши, похлёбки, жареные, варёные и печёные клубни ямса и бобы с пальмовым маслом и острыми приправами.

## Поселения
Традиционные поселения бассари отличаются компактностью. Проживают бассари в круглых хижинах, отделанных глиной, с узким круглым входом. Вход в жилище расположен на некотором возвышении, дабы уберечь обитателей от проникновения воды в дом. Крыши хижин покрыты соломой.

## Общественный строй
Основу общественного строя бассари составляют крупные деревенские общины, состоящие из нескольких семей. Исторически бассари практикуют полигамию. Существуют обряды выкупа невесты, а также обряд инициации. Вплоть до Нового времени общество бассари было рабовладельческим.

## Интересные факты
Традиционной одеждой бассари считаются набедренные повязки. Однако в настоящее время они практически полностью вытеснены одеждой европейского типа.
Любопытно, что вплоть до прихода европейцев, рождение близнецов у бассари считалось проклятьем (Cornevin 1954: 160).
У бассари существуют чёткие правила, при даровании имён  детям при рождении. Имя ребёнка зависит от порядка рождения и рада матери, исключение составляют близнецы.
На сегодняшний день широкое распространение в среде народа бассари получила трудовая миграция, в том числе и долгосрочная. Следует отметить, что зачастую мужчины отправляются на заработки перед заключением брака, а также сразу после бракосочетания (Nolan 1988: 1024).